# Лесновски поменик
Лесновският поменик е среднобългарски писмен паметник от XVI — XVIII век.
Писан е за нуждите на Лесновския манастир. Съдържал е 110 хартиени листа.
Пазен е в Старата сбирка на Народната библиотека в Белград под номер 235 и е унищожен при германското нападение на 6 април 1941 година.
Освен лични имена поменикът съдържа и много приписки и бележки, които са важни исторически извори за историята на манастира и региона.